# Ichneumon phalaenarum
Ichneumon phalaenarum är en stekelart som beskrevs av Georg Ludwig Scharfenberg 1805. Ichneumon phalaenarum ingår i släktet Ichneumon och familjen brokparasitsteklar. Inga underarter finns listade i Catalogue of Life.